# Lubbock Cotton Kings
Die Lubbock Cotton Kings waren eine US-amerikanische Eishockeymannschaft aus Lubbock, Texas. Das Team spielte von 2001 bis 2007 in der Central Hockey League.

## Geschichte
Die Lubbock Cotton Kings wurden 1999 als Franchise der Western Professional Hockey League gegründet. In dieser scheiterten sie in der Saison 2000/01 in den Finalspielen mit 1:4 Siegen an den Bossier-Shreveport Mudbugs. Als die Liga aufgelöst wurde, schlossen sich die Cotton Kings mit einigen anderen Teams der Central Hockey League an. In der CHL konnte Lubbock nicht mehr an die Erfolge aus der WPHL anschließen und erreichte einzig in der Saison 2004/05 die Playoffs um den Miron Cup. In diesen unterlag das Team bereits in der ersten Runde in der Best-of-Seven-Serie mit 1:4 den Amarillo Gorillas. Im Anschluss an die Saison 2006/07 wurde das Franchise aufgrund anhaltender Erfolglosigkeit aufgelöst.

## Saisonstatistik (CHL)
Abkürzungen: GP = Spiele, W = Siege, L = Niederlagen, T = Unentschieden, OTL = Niederlagen nach Overtime SOL = Niederlagen nach Shootout, Pts = Punkte, GF = Erzielte Tore, GA = Gegentore, PIM = Strafminuten
| Saison  | GP | W  | L  | T | OTL | SOL | Pts | GF  | GA  | Platz         | Playoffs                       |
| 2001/02 | 64 | 30 | 23 | — | 11  | —   | 71  | 204 | 196 | 3., Southwest | nicht qualifiziert             |
| 2002/03 | 64 | 29 | 28 | — | 7   | —   | 65  | 212 | 215 | 3., Southwest | nicht qualifiziert             |
| 2003/04 | 64 | 19 | 35 | — | 10  | —   | 48  | 163 | 234 | 4., Southwest | nicht qualifiziert             |
| 2004/05 | 60 | 34 | 23 | — | 3   | —   | 71  | 171 | 149 | 1., Southwest | Niederlage in der ersten Runde |
| 2005/06 | 64 | 27 | 31 | — | 6   | —   | 60  | 179 | 204 | 3., Southwest | nicht qualifiziert             |
| 2006/07 | 64 | 24 | 31 | — | 9   | —   | 57  | 170 | 217 | 5., Southwest | nicht qualifiziert             |

## Team-Rekorde (CHL)

### Karriererekorde
Spiele: 305  Jan Melichercik
Tore: 85  Jan Melichercik
Assists: 170  Jan Melichercik
Punkte: 255  Jan Melichercik
Strafminuten: 849  Paul Fioroni